# Ньянза (провінція)
Ньянза (англ. Nyanza Province, суах. Mkoa wa Nyanza) — одна з восьми колишніх провінцій Кенії, розташована в південно-західній частині Кенії, прилягає до озера Вікторія. Адміністративний центр - місто Кісуму, третє за величиною місто Кенії.

## Етимологія
Назва походить від одного з племен банту — сукума, що живе на танзанійському березі озера Вікторія, яке означає велику масу води.

## Клімат
Клімат тропічний вологий.

## Населення
Населена етнічними групами луо, бантумовними племенами.

## Мови
Переважаюча мова в Ньянзі — долу. Також поширені нілотські мови, що походять з Південного Судану.
Інші мови — гусії, лухья, курія, суахілі та англійська. На інших мовах говорять невеликі групи кенійських громад і мігрантів.

## Адміністративний поділ
В адміністративному відношенні провінція Ньянза ділиться на 6 округів:
| № | Округи              | Адміністративний центр | Населення, осіб (2009 г.) |
| - | ------------------- | ---------------------- | ------------------------- |
| 1 | Хома-Бей (Homa Bay) | Хома-Бей               | 963 794                   |
| 2 | Кісії (Kisii)       | Кісії                  | 1 152 282                 |
| 3 | Кісуму (Kisumu)     | Кісуму                 | 968 909                   |
| 4 | Мігорі (Migori)     | Мігорі                 | 917 170                   |
| 5 | Няміра (Nyamira)    | Няміра                 | 598 252                   |
| 6 | Сіая (Siaya)        | Сіая                   | 842 304                   |